# Sar Sakhtī-ye ‘Olyā
Sar Sakhtī-ye ‘Olyā (persiska: سر سختی عليا, سَرسَخلِه, سَر سَختئ بالا, سَرسَكتِه, سَرسَختيِّه, سَر سَخِی) är en ort i Iran.   Den ligger i provinsen Markazi, i den centrala delen av landet, 280 km sydväst om huvudstaden Teheran. Sar Sakhtī-ye ‘Olyā ligger 2 114 meter över havet och antalet invånare är 726.
Terrängen runt Sar Sakhtī-ye ‘Olyā är kuperad åt sydväst, men åt nordost är den bergig.Runt Sar Sakhtī-ye ‘Olyā är det ganska glesbefolkat, med 48 invånare per kvadratkilometer. Närmaste större samhälle är Bāzneh, 16,7 km öster om Sar Sakhtī-ye ‘Olyā. Trakten runt Sar Sakhtī-ye ‘Olyā består i huvudsak av gräsmarker.